# نمایشگاه بین‌المللی کتاب تبریز
نمایشگاه بین‌المللی کتاب تبریز، همه ساله در مهر ماه در محل نمایشگاه بین‌المللی تبریز توسط «موسسه نمایشگاه‌های فرهنگی ایران» و «اداره کل فرهنگ و ارشاد اسلامی استان آذربایجان شرقی» برگزار می‌شود. نمایشگاه کتاب تبریز از لحاظ گسترهٔ برگزاری و تعداد ناشران داخلی و خارجی پس از نمایشگاه کتاب تهران در رتبه دوم قرار دارد.
از این نمایشگاه به عنوان بزرگترین رویداد فرهنگی استان آذربایجان شرقی و منطقه یاد می‌شود.
همزمان با این مهم، نمایشگاه مطبوعات و خبرگزاریهای داخلی نیز برگزار می‌شود.

## هفتمین دوره
تاکنون هفت دوره از این نمایشگاه برگزار شده‌است، در هفتمین دوره از این نمایشگاه که در سال ۱۳۸۸ برگزار شد تعداد بازدید کنندگان به ۷۵۰ هزار نفر رسید. همچنین طبق اعلام مدیر کل فرهنگ و ارشاد اسلامی آذربایجان شرقی ارزش ریالی فروش نمایشگاه ۱۸ میلیارد ریال ثبت شده‌است.
در این نمایشگاه ۹۰۰ ناشر داخلی و ۷۵ ناشر خارجی با ۱۲۰ هزار عنوان کتاب در ۳۵ هزار مترمربع فضای نمایشگاهی و ۸۰۰ غرفه حضور داشتند.

## هشتمین دوره
هشتمین دوره از این نمایشگاه از تاریخ ۷ تا ۱۳ مهرماه ۱۳۸۹ در محل نمایشگاه بین‌المللی تبریز با حضور ۶۶۵ ناشر کشوری، ۷۰ ناشر استانی و ۱۴ نمایندگی از ۹ کشور جهان با ۱۰۰ هزار عنوان کتاب داخلی و ۳۰ هزار عنوان کتاب خارجی برگزار شد.